# قطب‌الدین بختیار کاکی
قطب الاقطاب خواجه سید محمد بختیار حسینی یا قطب‌الدین بختیار کاکی (زادهٔ ۱۱۷۳ – درگذشتهٔ ۱۲۳۵) یک عارف مسلمان اهل سنت صوفی مسلک و از دراویش چشتیه در دهلی بود. او مرید و جانشین معنوی معین‌الدین چشتی به عنوان رئیس فرقه بود. قبل از او فرقه چشتیه در هند به اجمیر و ناگور محدود می‌شد و قطب‌الدین نقش مهمی در گسترش آن در دهلی داشت. درگاه او در مجاورت ظفر محل در مهرائولی است و قدیمی‌ترین درگاه (امامزاده) در دهلی است که جشن‌های سالانه‌ای به نام اورس در آن برپا می‌شود. شاهان مختلف تاریخ هند در جشن اورس شرکت داشتند و ایلتتمش یک چاه پلکانی در آن نزدیکی ساخت، شیر شاه سوری دروازه بزرگی ساخت، بهادر شاه اول هم مسجد موتی را در آن نزدیکی ساخت و فرخ‌سیر پرده مرمر و یک مسجد دیگر به مجموعه افزود.
مشهورترین شاگرد و جانشین روحانی قطب الدین، فریدالدین گنج‌شکر بود که به نوبه خود استاد روحانی قدیس مشهور صوفی دهلی، نظام الدین اولیا شد، که او هم به نوبهٔ خود مرشد امیرخسرو و نصیرالدین چراغ دهلوی است.
قطب الدین بختیار کاکی تأثیر زیادی بر تصوف در هند داشت. با ادامه و توسعه عقاید سنتی اخوت و خیر جهان‌شمول در درون نظام چشتیه، بُعد جدیدی از اسلام در هند گشوده شد که تا آن زمان وجود نداشت. او بخش مهمی از نهضت صوفیانه را تشکیل می‌دهد که در قرن سیزدهم و چهاردهم میلادی بسیاری از مردم هند را به اسلام جذب کرد. امروزه مردم از هر مذهبی مانند هندو، مسیحی، سیک و غیره هر هفته از درگاه او دیدن می‌کنند.

## نگارخانه

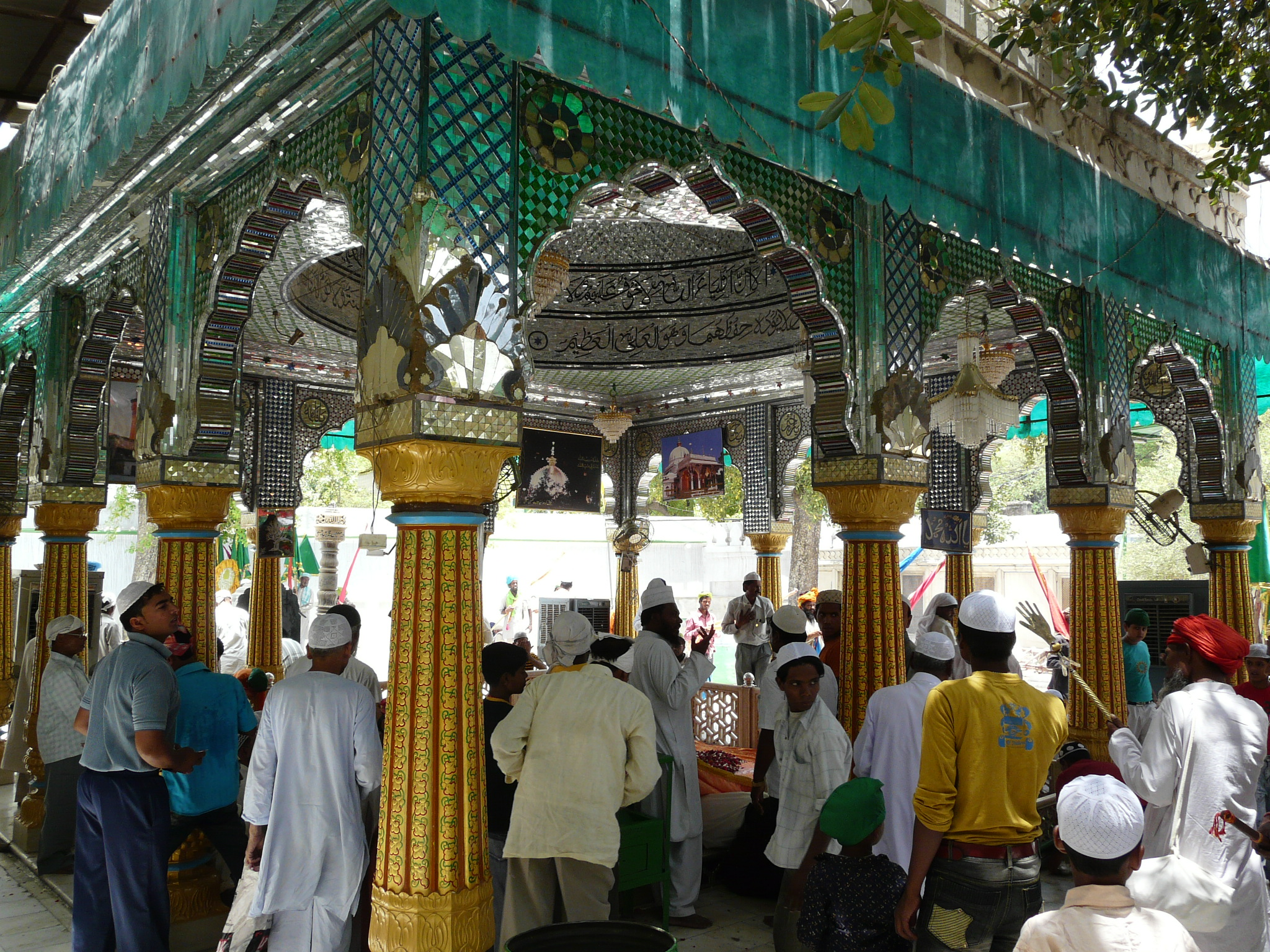
آرامگاه قطب الدین بختیار کاکی مهرائولی
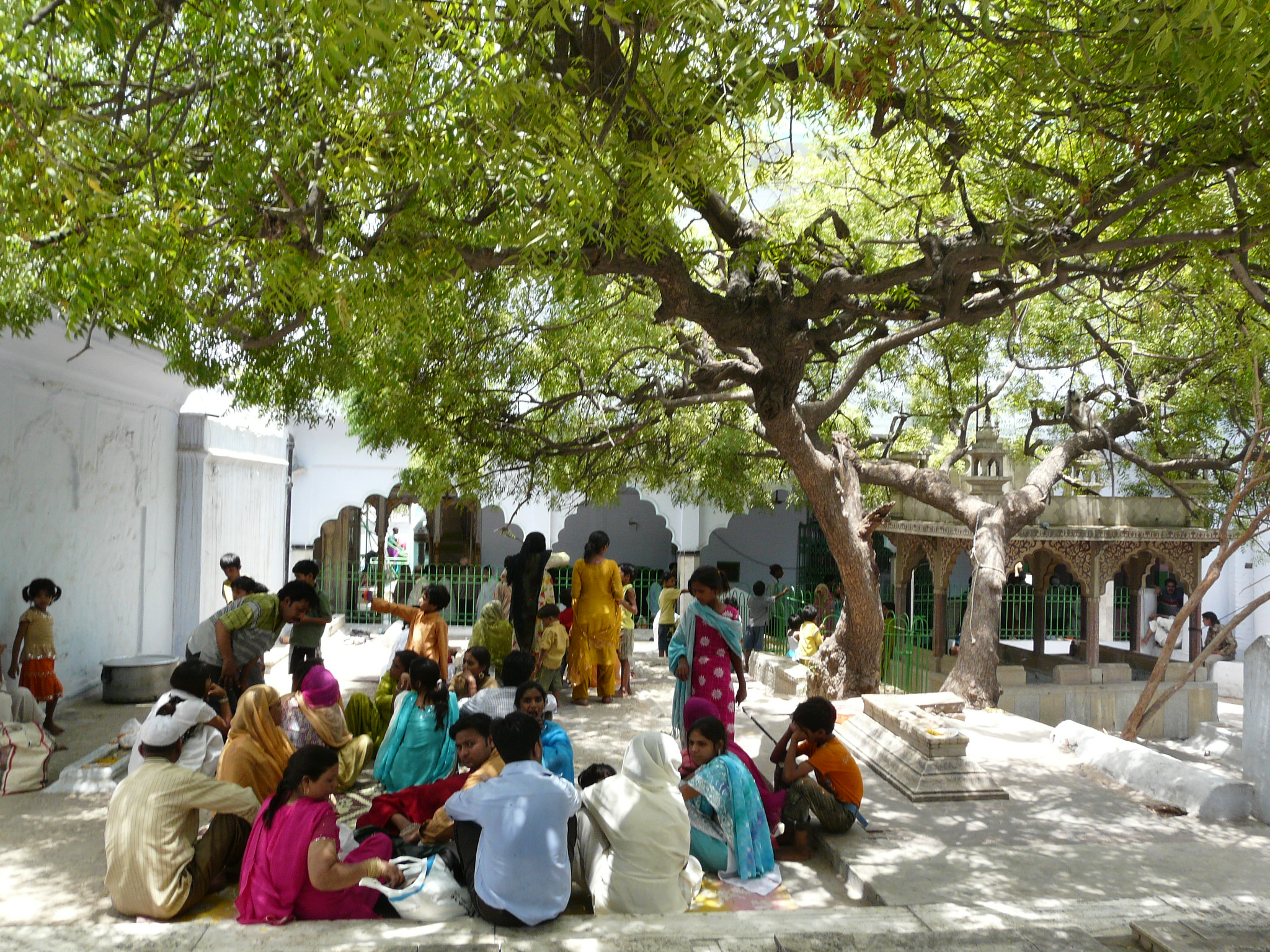
حیاط مجموعه درگاه قطب الدین بختیار کاکی.
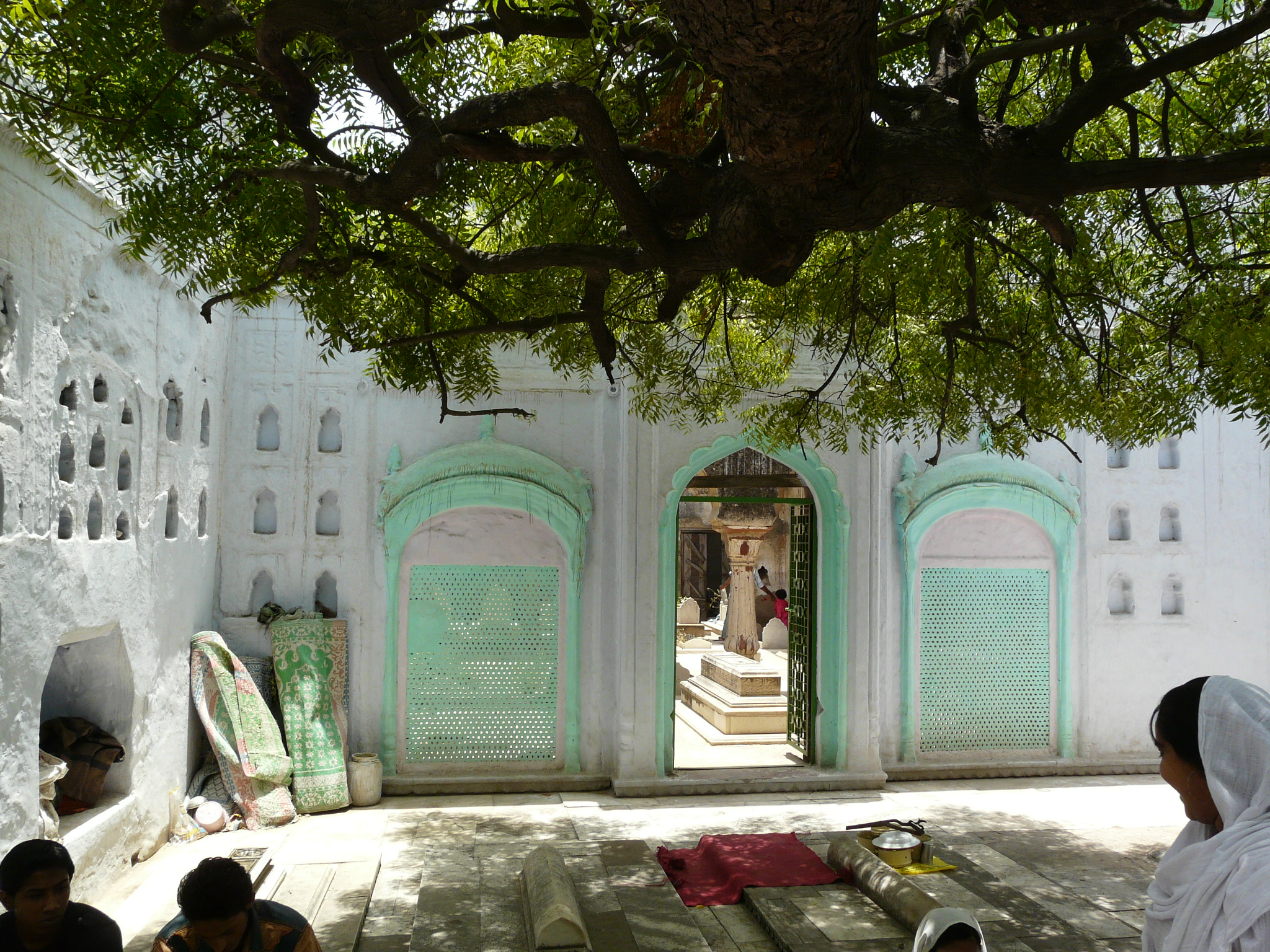
ورودی محوطه قبر در محوطه درگاه قطب الدین بختیار کاکی.
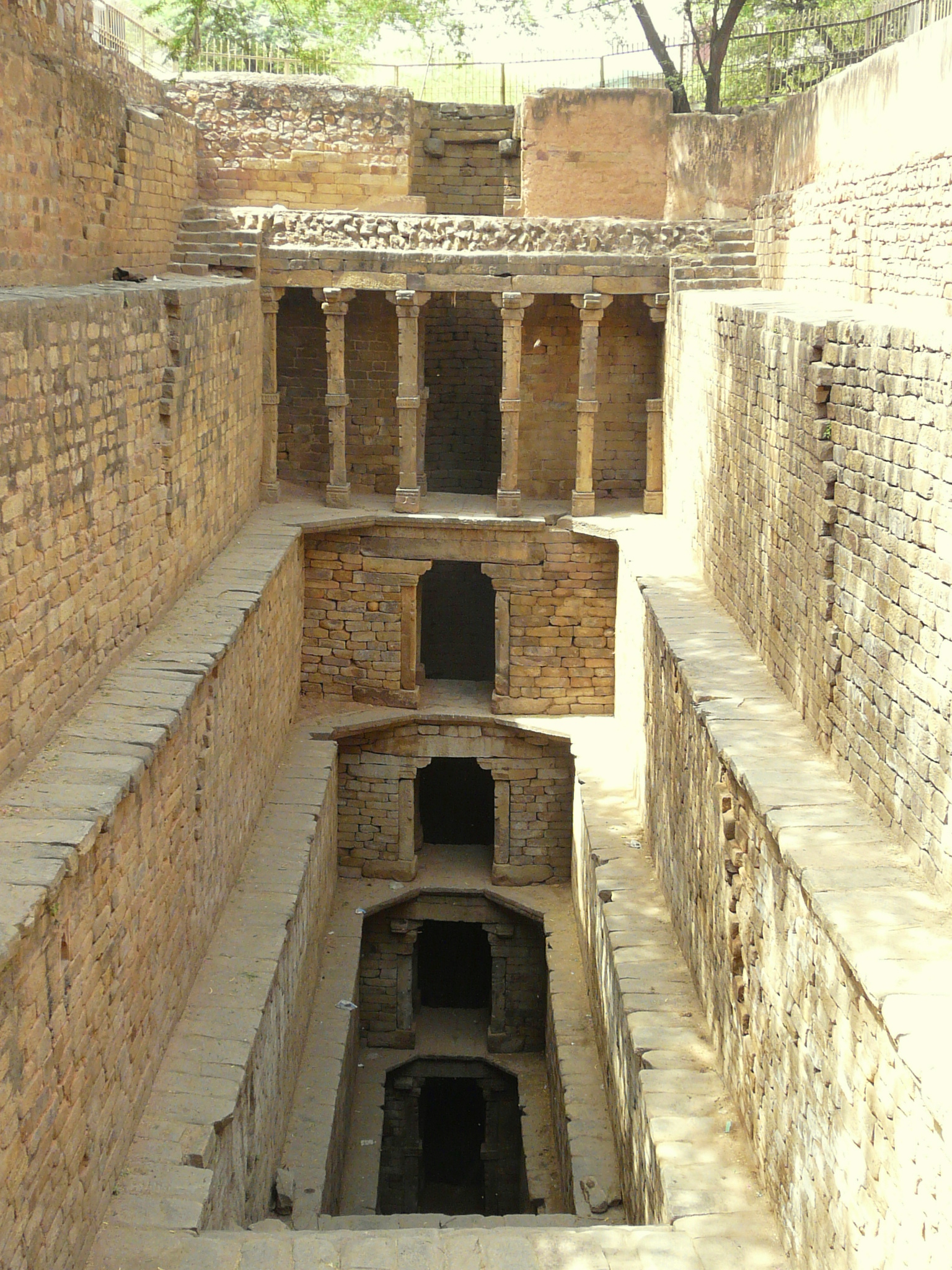
گانداک کی بائولی،پلکانیدر مهرائولی، که توسطایلتوتمیشبرای درگاه ساخته شده‌است.
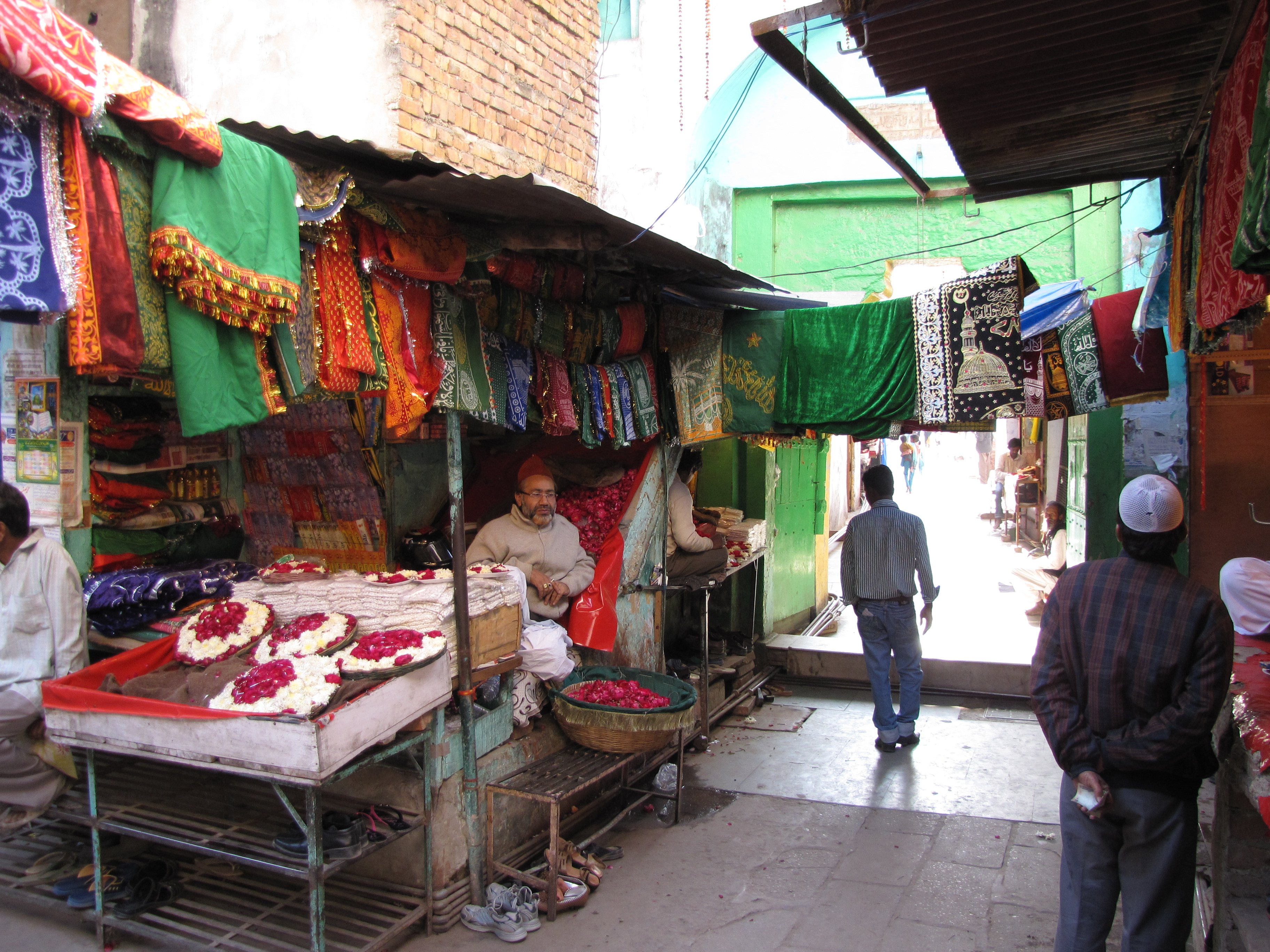
مجتمع ورودیدرگاه.